# La polilla
"La polilla" (título original: "The Moth") es el séptimo episodio de la primera temporada de Lost. El episodio fue dirigido por Jack Bender y escrito por Jennifer Johnson y Paul Dini. Se emitió por primera vez el 3 de noviembre de 2004 en ABC. El flashback está centrado en Charlie Pace.

## Trama
Este capítulo habla de la vida de Charlie Pace, de su comienzo en la droga y de sus inconvenientes con la banda y las tentaciones. Locke ayuda a Charlie con su problema de drogadicción, quitándole la droga y después de que Charlie se la pidiera tres veces se la devolvería, pero él la arroja al fuego y así se termina su adicción. Sayid intenta triangular la transmisión francesa. Jack se decide a dejar la playa y se traslada al santuario de las cuevas recién encontradas, a sólo una milla de distancia. En ellas tiene una fuerte discusión con Charlie ya que el cree que no lo tratan como deberían y la cueva se derrumba, saliendo ileso Charlie y dejando a Jack entre los escombros. Michel, que había trabajado en la construcción durante 8 años, junto con otros que se encontraban en las cuevas, quitan rocas hasta formar un túnel, en el cual se introduce Charlie, arriesgando su vida para salvar a Jack. Cuando Charlie logra llegar a donde se encuentra el doctor, el túnel se desmorona y se desvanece la única posibilidad de salida.
Kate está ayudando a Sayid a triangular la transmisión cuando Sawyer le cuenta sobre el accidente de Jack. Ella corre muy deprisa a ayudarlo, y llega cuando el túnel, éste se derrumba. Desesperadamente ayuda a los hombres presentes a abrir un nuevo paso para salvar al doctor y a Charlie. 
Dentro, Charlie le cuenta al doctor sobre su drogadicción y su vida, y finalmente salen gracias a la ayuda de una polilla a la que Charlie ve, y sigue gracias al consejo de Locke.